# Piruvato carboxilasa
La piruvato carboxilasa (PC) (EC 6.4.1.1) es una enzima implicada en la gluconeogénesis que cataliza la conversión de piruvato en oxalacetato de forma dependiente de adenosín trifosfato (ATP) y biotina. La enzima emplea acetil-CoA como activador alostérico. Se trata de una enzima clave en una reacción anaplerótica, es decir, aquella que interviene en mantener en concentración suficiente los diversos componentes del ciclo de Krebs, ruta metabólica que vertebra el metabolismo. El incremento de energía libre de Gibbs del proceso es de -2,1 kJ/mol.
piruvato + CO2 + H2O + ATP → oxalacetato + ADP+ Pi + 2 H+
piruvato + HCO3-  + ATP {\displaystyle \rightleftarrows } oxalacetato + ADP+ Pi